# Infanterie-Division Böhmen
Die Infanterie-Division Böhmen war eine deutsche Infanteriedivision im Zweiten Weltkrieg.
Die Division wurde am 17. April 1944 als sogenannte Schattendivision im Zuge der 26. Aufstellungswelle auf dem Truppenübungsplatz Milowitz, nordöstlich von Prag in Böhmen, durch den Wehrkreis XIII aufgestellt.
Am 12. Juni 1944 wurde die Infanterie-Division Böhmen in Südfrankreich zur Auffrischung der vorher stark dezimierten, aus der Südukraine kommenden 198. Infanterie-Division eingesetzt. Dahingegen wurden die schon für das Grenadier-Regiment Böhmen 1 aufgestellten Einheiten anderweitig verwendet. Mit der Aufstellung der 237. Infanterie-Division Ende Juli 1944 wurden die restlichen Teile der Schatten-Division zugewiesen.
Die Gliederung der Division war:
- Grenadier-Regiment Böhmen 1 mit drei Bataillone
- Grenadier-Regiment Böhmen 2 mit drei Bataillone
- Artillerie-Abteilung Böhmen
- Pionier-Bataillon Böhmen